# 尼利槽溝

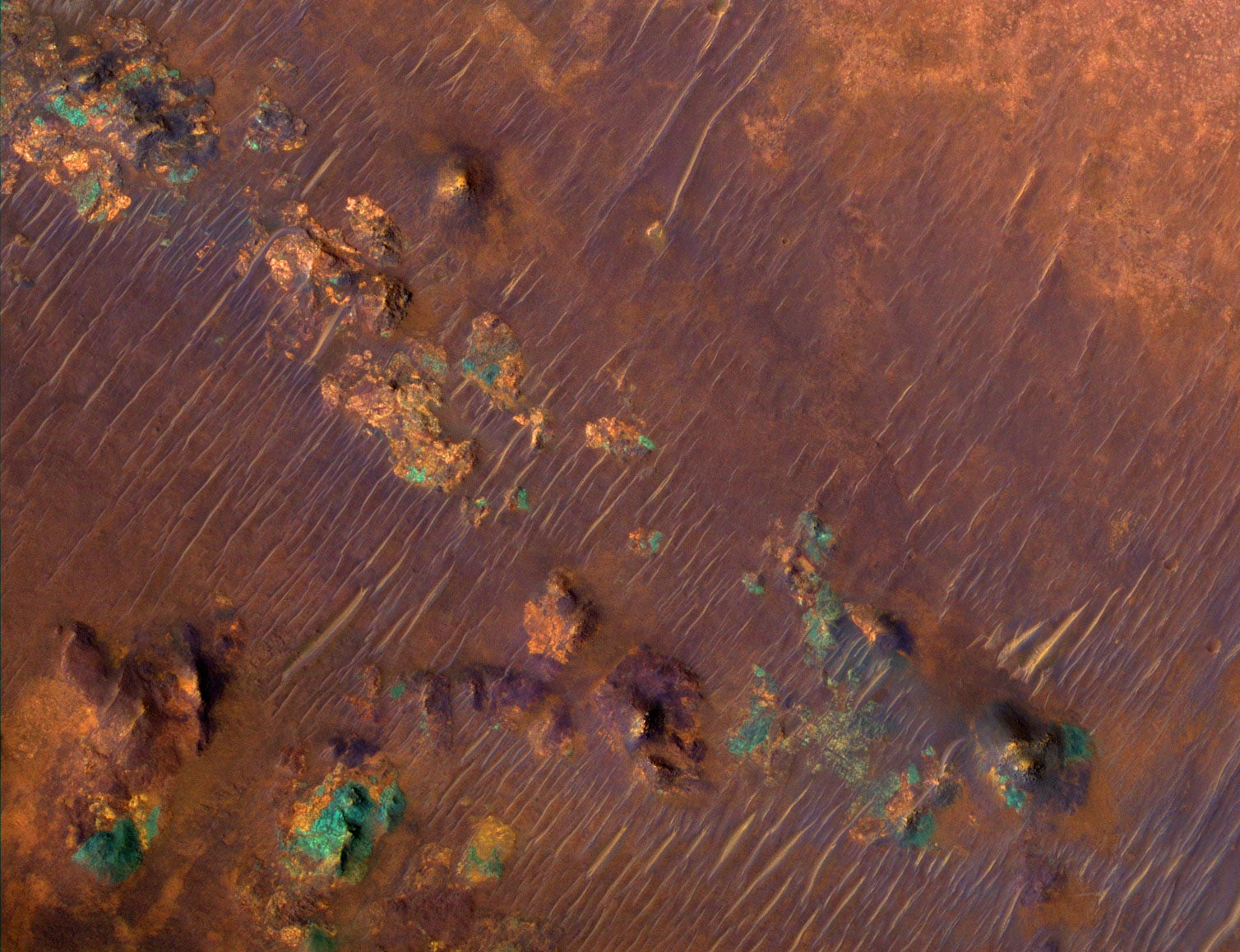
尼利槽溝區域的彩色影像。

尼利堑沟群（Nili Fossae）是火星表面一個被侵蝕，且部分區域被沉積物和來自附近撞擊坑富含黏土的噴出物填充的破裂區域。中心位置大約是 22.57°N, 76.8°E，低於火星大地水準面約 0.6 公里。尼利槽溝曾經是預計2012年登陸火星的火星科學實驗室登陸候選地點之一；ESA 的 ExoMars 火星探測車也把該處列為候選地點之一，但目前尚未做最終確定。

## 地質狀況
在尼利槽溝有大量的橄欖石暴露在表面。2008年11月 NASA 的 火星侦察轨道器 在尼利槽溝發現當地岩石含有大量的碳酸鹽礦物。同時還發現了鋁蒙脫石、鐵鎂蒙脫石、水合氧化矽、高嶺石族礦物和鐵氧化物。NASA 的科學家發現尼利槽溝是甲烷的來源，引起了甲烷是否來自於生物作用的問題。

## 相關研究
2010年7月有研究者指出在尼利槽溝的碳酸鹽質岩床可能是熱液反應取代了超基性岩石而形成。接著熱液活動可能產生對生物活動足夠的能量。而生物活動的證據是可以被保留的。
現在相信尼利槽溝的形成是和形成鄰近伊希地平原的巨大撞擊事件有關。尼利槽溝是在一個圍繞伊西地平原的同心圓結構上的曲線構造。有部分專家認為像尼利槽溝這樣地質構造特徵可以用 "Ring Tectonics theory" 來解釋。而「被埋藏的生命」的可能證據也已經在尼利槽溝被尋找到。